# جوزيف بيترسون
جوزيف بيترسون (بالإنجليزية: Joseph Peterson)‏ هو عالم نفس أمريكي، ولد في 8 سبتمبر 1878 في هانتسفيل في الولايات المتحدة، وتوفي في 20 سبتمبر 1935 في بيركيلي في الولايات المتحدة بسبب ذات الرئة.